# پورسل (میزوری)
پورسل (به انگلیسی: Purcell) یک شهر در ایالات متحده آمریکا است که در شهرستان جاسپر، میزوری واقع شده‌است. پورسل ۱٫۱۴ کیلومتر مربع مساحت و ۴۰۸ نفر جمعیت دارد و ۲۹۴ متر بالاتر از سطح دریا واقع شده‌است.